# خط سكة حديد بكين-شانغهاي

خط سكة حديد بكين-شانغهاي

خط سكة حديد بكين شانغهاي هو خط سكة حديد فائق السرعة يربط شانغهاي ببكين. سيقطع القطار المسافة الأطول لسكك الحديد في العالم، حيث تبلغ أقصر مدة زمنية يمكن للقطار قطعها من بكين إلى شنغهاي 1318 كم. (حوالي 819 ميل) حوالي 4 ساعات و48 دقيقة. صمم القطار بسرعة قصوى تبلغ 350 كم/ساعة. يوجد بالقطار مقصورات خاصة بالدرجة الأولى، والدرجة الثانية، وصالات الطعام، وصالات لرجال الأعمال. كما وضع في الاعتبار تصميم القطار لسهولة التجول فيه بالعربات الخاصة بالمعاقين في جميع مرافق القطار كالمداخل والممرات ودورات المياه. أسعار الإركاب تعتمد على درجة المقصورة (أولى، ثانية، رجال أعمال...) وسرعة القطار المتاحة (250 كم/ساعة أو 300 كم/ساعة). تم اختبار مستوى الضجيج في داخل القطار وكانت النتيجة حوالي 66.5 ديسيبل.